# Lorena Ayala
Lorena Van Heerde Ayala (nacida el 21 de mayo de 1983) es una modelo hispano-neerlandesa.

## Biografía
Cuando tenía 2 años sus padres se marcharon de Ámsterdam y pasó su infancia y juventud en Muchamiel, Alicante.
En 2001 ganó el certamen de Miss Alicante y el 25 de febrero de 2001, se proclamó como la nueva Miss España sucediendo en el puesto a Helen Lindes. Sin embargo, al no haber alcanzado la mayoría de edad, no pudo participar en el certamen de Miss Universo 2001. Después de abandonar su reinado y cortar todos sus vínculos con la organización de Miss España, trabaja como modelo en las pasarelas de Madrid, París, Milán y Nueva York. En noviembre de 2010, fue portada de la revista Interviú.

## Sucesión de Miss España
| Predecesor: Helen Lindes | Miss España 2001 | Sucesor: Vania Millán |